# 2S1 Gvozdika

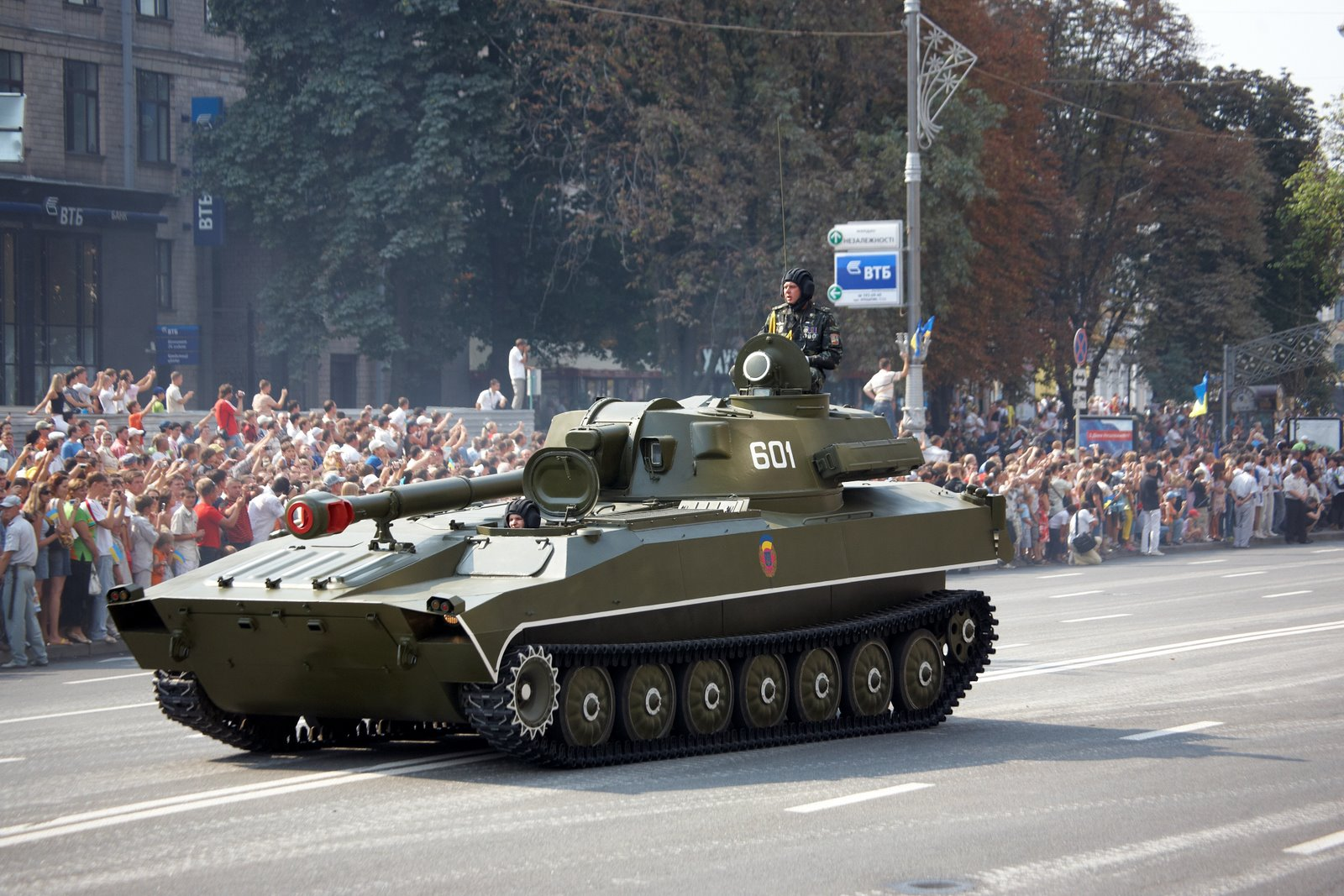
Um 2S1 durante um desfile do dia da independência da Ucrânia.

O 2S1 Gvozdika (em russo:  2С1 «Гвоздика») é um blindado de artilharia autopropulsada desenvolvido pela União Soviética no começo da década de 1970. Ele é armado com um canhão de 122 mm e se assemelha ao PT-76, mas na verdade foi construído com base no modelo MT-LB e foi montado com um canhão tipo 2A18. "2S1" é sua designação pela GRAU. No exército russo é conhecido como Gvozdika. O 2S1 tem capacidade anfíbia. Várias variantes e atualizações foram feitas no veículo no decorrer dos anos, tornando-o bem versátil.

## Utilizadores
- Rússia - 622[2]
- Argélia - 145
- Angola
- Armênia -
- Azerbaijão - 81 2S1
- Bósnia e Herzegovina - 5
- Bielorrússia - 246[3]
- Bulgária - 506
- Cuba - 150
- Croácia - 10 (retirado de serviço e substituído pelo Panzerhaubitze 2000)
- Eritreia - 20[4]
- Etiópia
- Finlândia - 72 (conhecido como 122 PsH 74)
- Geórgia 48
- Índia-110
- Irão
- Iraque
- Cazaquistão - 10
- Líbia
- Polónia - ~ 324 (substituído pelo AHS Krab)
- Ossétia do Sul
- Sérvia - 72
- Eslováquia - 49
- Síria - 400
- Ucrânia - 638[5]
- Uruguai - 6
- Uzbequistão
- Vietname
- Iêmen

### Ex-operadores
- União Soviética - Passados para Estados sucessores.
- Chéquia - Saiu de serviço no começo dos anos 2000.
- Tchecoslováquia - Passados para Estados sucessores.
- Alemanha Oriental - Aposentado em 1990 após a reunificação das Alemanhas
- Hungria
- Roménia - 48 permanecem na reserva
- Eslovênia - 8 permanecem na reserva
- Iugoslávia - Passados para Estados sucessores.